# Italie aux Jeux méditerranéens de 2018
Cet article contient des informations sur la participation et les résultats de l' Italie aux Jeux méditerranéens de 2018 à Tarragone en Espagne.

## Médailles

### Or
| Sport                  | Discipline                               | Sportifs                                                                           |
| Médailles d'or : 56    |                                          |                                                                                    |
| Athlétisme             | 400 m Hommes                             | Davide Re                                                                          |
| Athlétisme             | Semi-marathon Femmes                     | Sara Dossena                                                                       |
| Aviron                 | Deux de couple poids léger (LM2x) Hommes | Stefano Oppo Pietro Willy Ruta                                                     |
| Aviron                 | Skiff (M1x) Hommes                       | Luca Rambaldi                                                                      |
| Aviron                 | Skiff (M1x) femmes                       | Valentina Rodini                                                                   |
| Boulingrin             | Petanque - Tir de précision Hommes       | Diego Rizzi                                                                        |
| Boxe                   | Moins de 56 kg Hommes                    | Raffaele Di Serio                                                                  |
| Cyclisme               | Épreuve en ligne Hommes                  | Jalel Duranti                                                                      |
| Cyclisme               | Contre la montre individuel hommes       | Edoardo Affini                                                                     |
| Cyclisme               | Épreuve en ligne femmes                  | Elisa Longo Borghini                                                               |
| Cyclisme               | Contre la montre individuel femmes       | Elena Cecchini                                                                     |
| Escrime                | Épée individuel Femmes                   | Roberta Marzani                                                                    |
| Gymnastique artistique | Concours multiple individuel Femmes      | Lara Mori                                                                          |
| Gymnastique artistique | Sol Femmes                               | Lara Mori                                                                          |
| Gymnastique artistique | Concours par équipes Femmes              | Giada Grisetti Caterina Cereghetti Francesca Noemi Linari Lara Mori Martina Basile |
| Haltérophilie          | 85 kg Hommes                             | Cristiano Ficco                                                                    |
| Haltérophilie          | 53 kg femmes                             | Jennifer Lombardo                                                                  |
| Haltérophilie          | 53 kg femmes                             | Jennifer Lombardo                                                                  |
| Judo                   | moins de 66 kg Hommes                    | Manuel Lombardo                                                                    |
| Judo                   | moins de 63 kg Femmes                    | Edwige Gwend                                                                       |
| Judo                   | moins de 78 kg Femmes                    | Giorgia Stangherlin                                                                |
| Karaté                 | Moins de 68 kg Femmes                    | Silvia Semeraro                                                                    |
| Lutte                  | Libre 74 kg Hommes                       | Frank Chamizo                                                                      |
| Natation               | 100 m papillon Hommes                    | Piero Codia                                                                        |
| Natation               | 100 m brasse Hommes                      | Fabio Scozzoli                                                                     |
| Natation               | 100 m nages libre S10 Hommes             | Stefano Raimondi                                                                   |
| Natation               | 1500 m nage libre Hommes                 | Gregorio Paltrinieri                                                               |
| Natation               | 200 m dos Hommes                         | Christopher Ciccarese                                                              |
| Natation               | 200 m brasse Hommes                      | Luca Pizzini                                                                       |
| Natation               | 400 m nage libre Hommes                  | Gregorio Paltrinieri                                                               |
| Natation               | 400 m quatre nages Hommes                | Federico Turrini                                                                   |
| Natation               | Relais 4 × 200 m nage libre Hommes       | Matteo Ciampi Stefano Di Cola Mattia Zuin Filippo Megli                            |
| Natation               | 50 m dos Hommes                          | Simone Sabbioni                                                                    |
| Natation               | 50 m brasse Hommes                       | Fabio Scozzoli                                                                     |
| Natation               | 100 m dos Femmes                         | Margherita Panziera                                                                |
| Natation               | 100 m papillon Femmes                    | Elena Di Liddo                                                                     |
| Natation               | 100 m nage libre Femmes                  | Erika Ferraioli                                                                    |
| Natation               | 200 m dos Femmes                         | Margherita Panziera                                                                |
| Natation               | 400 m nage libre Femmes                  | Simona Quadarella                                                                  |
| Natation               | Relais 4 × 100 m nage libre Femmes       | Laura Letrari Giada Galizi Erika Ferraioli Paola Biagioli                          |
| Natation               | Relais 4 × 100 m quatre nages Femmes     | Laura Letrari Stefania Pirozzi Margherita Panziera Linda Caponi                    |
| Natation               | Relais 4 × 200 m nage libre Femmes       | Margherita Panziera Arianna Castiglioni Elena Di Liddo Erika Ferraioli             |
| Natation               | 50 m dos Femmes                          | Silvia Scalia                                                                      |
| Natation               | 50 m brasse Femmes                       | Arianna Castiglioni                                                                |
| Natation               | 800 m nage libre Femmes                  | Simona Quadarella                                                                  |
| Ski nautique           | Slalom Hommes                            | Brando Caruso                                                                      |
| Tir à l'arc            | Série olympique individuelle 70 m Femmes | Lucilla Boari                                                                      |
| Voile                  | RS:X hommes                              | Mattia Camboni                                                                     |

### Argent
| Sport                   | Discipline                          | Sportifs                                                       |
| Médailles d'argent : 55 |                                     |                                                                |
| Athlétisme              | 200 mètres hommes                   | Eseosa Desalu                                                  |
| Athlétisme              | Semi-marathon hommes                | Eyob Faniel                                                    |
| Athlétisme              | Lancer du javelot hommes            | Roberto Bertolini                                              |
| Athlétisme              | 200 mètres femmes                   | Gloria Hooper                                                  |
| Athlétisme              | 400 mètres femmes                   | Libania Grenot                                                 |
| Athlétisme              | 110 mètres haies femmes             | Luminosa Bogliolo                                              |
| Athlétisme              | 400 mètres haies femmes             | Ayomide Folorunso                                              |
| Athlétisme              | Triple saut femmes                  | Ottavia Cestonaro                                              |
| Aviron                  | Skiff femmes                        | Kiri Tontodonati                                               |
| Basket-ball             | Tournoi masculin                    | Riccardo Bolpin Leonardo Totè Federico Mussini Vittorio Nobile |
| Beach-volley            | Tournoi masculin                    | Enrico Rossi Marco Caminati                                    |
| Boulingrin              | Lyonnaise - Tir progressif Hommes   | Stefano Pegoraro                                               |
| Boulingrin              | Petanque - Doublets Hommes          |                                                                |
| Boulingrin              | Raffa - Individuel Hommes           | Alfonso Nanni                                                  |
| Boxe                    | Moins de 75 kg hommes               | Salvatore Cavallaro                                            |
| Cyclisme                | Course en ligne individuelle femmes | Filippo Tagliani                                               |
| Cyclisme                | Contre-la-montre individuel femmes  | Lisa Morzenti                                                  |
| Escrime                 | Fleuret femmes                      | Valentina De Costanzo                                          |
| Escrime                 | Sabre femmes                        | Sofia Ciaraglia                                                |
| Football                | Tournoi masculin                    | Italie                                                         |
| Golf                    | Individuel hommes                   | Aron Zemmer                                                    |
| Golf                    | Par équipes hommes                  | Jacopo Vecchi Fossa Aron Zemmer Phillip Geerts                 |
| Golf                    | Individuel femmes                   | Angelica Moresco)                                              |
| Golf                    | Par équipes femmes                  | Angelica Moresco Diana Luna Roberta Liti                       |
| Gymnastique artistique  | Anneaux hommes                      | Marco Lodadio                                                  |
| Gymnastique artistique  | Poutre femmes                       | Giada Grisetti                                                 |
| Haltérophilie           | Arraché 69 kg hommes                | Mirko Zanni                                                    |
| Haltérophilie           | Épaulé-jeté 53 kg femmes            | Giorgia Russo                                                  |
| Haltérophilie           | Arraché 69 kg femmes                | Giorgia Bordignon                                              |
| Haltérophilie           | Épaulé-jeté 69 kg femmes            | Giorgia Bordignon                                              |
| Judo                    | Moins de 100 kg hommes              | Giuliano Loporchio                                             |
| Judo                    | Plus de 100 kg hommes               | Vincenzo D'Arco                                                |
| Judo                    | Moins de 52 kg femmes               | Odette Giuffrida                                               |
| Judo                    | Moins de 57 kg femmes               | Miriam Boi                                                     |
| Judo                    | Moins de 70 kg femmes               | Carola Paissoni                                                |
| Lutte                   | Moins de 97 kg Libre hommes         | Simone Iannattoni                                              |
| Lutte                   | Moins de 57 kg Libre femmes         | Carola Rainero                                                 |
| Lutte                   | Moins de 68 kg Libre femmes         | Dalma Caneva                                                   |
| Natation                | 100 m Nage libre hommes             | Alessandro Miressi                                             |
| Natation                | 200 m Nage libre hommes             | Filippo Megli                                                  |
| Natation                | 400 m Nage libre hommes             | Domenico Acerenza                                              |
| Natation                | 1500 m Nage libre hommes            | Domenico Acerenza                                              |
| Natation                | 50 m Dos hommes                     | Niccolò Bonacchi                                               |
| Natation                | 100 m Dos hommes                    | Simone Sabbioni                                                |
| Natation                | 100 m Dos hommes                    | Christopher Ciccarese                                          |
| Natation                | 100 m Papillon hommes               | Matteo Rivolta                                                 |
| Natation                | 200 m Papillon hommes               | Filippo Berlincioni                                            |
| Natation                | 100 m Dos femmes                    | Silvia Scalia                                                  |
| Natation                | 50 m Brasse femmes                  | Martina Carraro                                                |
| Natation                | 50 m Papillon femmes                | Elena Di Liddo                                                 |
| Natation                | 100 m nage libre S 10 femmes        | Alessia Scortechini                                            |
| Ski nautique            | Slalom hommes                       | Carlo Allais                                                   |
| Tir à l'arc             | Carabine à air comprimé 10 m femmes | Martina Ziviani                                                |
| Voile                   | Laser femmes                        | Silvia Zennaro                                                 |

### Bronze
| Sport                    | Discipline | Sportifs |
| Médailles de bronze : 45 |            |          |